# The Love Interest
The Love Interest (2008) is het tweede album van Larry Cook en kwam tijdens een vierdaagse sessie in Studio Grasland tot stand.

## Muzikanten
Te horen zijn Maarten Veldhuis (lyrics/zang), Roel Spanjers (hammondorgel/accordeon/piano), Wouter Planteijdt (elektrische gitaren), Thijs Vermeulen (basgitaar), Richard Heijerman (drums) en Rudi de Graaff (percussie).

## Tracklist
1. a picture of you (I wish I knew you then) (6:25)
2. merry as we went (3:47)
3. forever ain't a long time (3:13)
4. every thought train (runs back to you) (4:54)
5. good thing (4:37)
6. rock bottom blues (3:27)
7. neptune's daughter (4:49)
8. sword of damocles (4:46)
9. I wonder why it hurts me so (3:58)
10. beauty comes with kindness (6:31)
11. blame it on the madness (3:29)
12. don't look into my songs (2:24)